# Anthony Balfour
Anthony Richard Balfour (ur. 19 grudnia 1949 w Nassau) – bahamski lekkoatleta (skoczek wzwyż), olimpijczyk.
Uczestnik Letnich Igrzysk Olimpijskich 1968. Z wynikiem 195 cm zajął 36. miejsce wśród 39 startujących zawodników. Z tym samym rezultatem zajął 10. miejsce na Igrzyskach Panamerykańskich 1967.
Rekord życiowy – 195 cm (1964, 1967).